# Acanthogonatus francki
Acanthogonatus francki es una especie de araña del género Acanthogonatus,  familia Nemesiidae. Fue descrita científicamente por Karsch en 1880.
Se distribuye por Chile. La especie se mantiene activa durante los meses de enero y mayo. Mide aproximadamente 16-18,95 milímetros de longitud.